# Sean Kerly
Sean Robin Kerly (ur. 29 stycznia 1960 w Whitstable) – brytyjski hokeista na trawie. Dwukrotny medalista olimpijski.
Występował w napadzie. Grał w reprezentacji Wielkiej Brytanii (74 razy, 57 bramek) i Anglii (58 spotkań), z drugą był m.in. wicemistrzem świata w 1986 i medalistą mistrzostw Europy. Brał udział w trzech igrzyskach (IO 84, IO 88, IO 92), dwa razy zdobywał medale: brąz w 1984 oraz złoto w 1988. W trzech turniejach zdobył 16 goli.